# Opaline Meunier
Pour les articles homonymes, voir Meunier.
Opaline Meunier est une femme politique libérale belge, conseillère communale de la ville de Mons, ancienne présidente de l'Unécof (ancien syndicat étudiant, aujourd'hui éteint) entre 2016 et 2017 et présidente des Jeunes CDH de 2019 à 2021. Elle rejoint le MR en 2023. 

## Biographie
Opaline Meunier naît le 16 mars 1993 à Mons.
En 2012, elle prend sa carte au cdH et est candidate à Estinnes. 
En 2015, elle entre à l'Unécof et en est élue présidente en 2016. Elle suit alors des études à l'Université de Namur en droit et sciences politiques. Fortement contestée en interne et fragilisée, elle quitte le syndicat étudiant en octobre 2017, pour devenir déléguée générale à la société civile du cdH. Elle a également rejoint le mouvement politique « E-change », créé par l'écologiste Jean-Michel Javaux, pour prôner l'ouverture au sein des partis politiques.  
Elle quitte son emploi de déléguée générale, en janvier 2018, après avoir choisi, contre l'avis de son parti, de rejoindre une liste  « Mons en Mieux ! » dirigée par le libéral Georges-Louis Bouchez. Lors des élections communales du 14 octobre 2018, elle est élue au conseil communal de la ville de Mons avec 1 727 voix contre 970  voix pour la tête de liste officielle du cdH, Savine Moucheron. 
Elle renoue avec le cdH en 2019. Après avoir été pressentie comme candidate lors des élections régionales, elle est élue à la présidence nationale des Jeunes cdH, avec 97% des suffrages et succède à Christophe De Beukelaer. Contestée pour sa mauvaise gestion qui favoriserait ses proches, elle en démissionne le 30 décembre 2021 : elle annonce se consacrer à sa carrière d'enseignante. 
Elle annonce son adhésion au Mouvement réformateur en 2023, via sa composante du MCC. Au 1er janvier 2025, elle devient Commissaire déléguée du gouvernement de la FWB auprès des hautes écoles.

## Polémiques
Opaline Meunier devient l'objet d'une controverse,  lorsqu'elle annonce, le 17 janvier 2018, sur La Première, se présenter aux élections communales montoises sur une liste concurrente de celle de la section locale cdH. A la suite de cette affaire, qualifiée d'« immense gâchis » par la ministre bruxelloise Céline Fremault, Catherine Fonck alors cheffe de groupe cdH à la Chambre demande son départ du parti humaniste. Opaline Meunier est autorisée à rester au cdH, mais on lui interdit de mentionner le nom de ce parti durant la campagne des municipales. Cette affaire a des retombée jusqu'en octobre 2018, lorsqu'elle demande des excuses à un candidat socialiste montois non-élu pour l'avoir insultée sur Facebook.

Sa démission en décembre 2021 des Jeunes CdH donne lieu sur les réseaux sociaux à différentes rumeurs : le président du cdH Maxime Prévot aurait saisi le conseil de déontologie du parti, à la suite de la révélation qu'elle aurait fait allusion aux origines ethniques d'une employée enceinte pour appuyer une consultation juridique visant un licenciement,. Meunier porte alors plainte contre le chroniqueur Michel Henrion, à l'origine de ces accusations, et le conseil de déontologie journalistique lui donne raison en juillet 2023.
Opaline Meunier  est poursuivie en justice par l'ancien l'ancien député condamné pour négationnisme Laurent Louis qu'elle a qualifié de « multi-criminel récidiviste ». En première instance, en mai 2025, elle est jugée coupable d'injure et d'atteinte à l'honneur du plaignant. Elle prévoit de faire appel contre cette condamnation.

## Cyberharcèlement
Lorsque la co-présidente d’Ecolo, Zakia Khattabi déclare en 2018 arrêter de partager sur le réseau social Facebook suite aux insultes et menaces d'internautes, elle dit, à son tour, d'être la cible d'attaques sexistes sur les réseaux sociaux. Elle est, cette année là, violemment critiquée pour avoir rejoint la liste du libéral Geoges-Louis Bouchez. Elle est également critiquée sur Twitter lorsqu'elle y déclare que la destruction de Notre-Dame n'était « pas si grave que ça ».
Les attaques sexistes contre Opaline Meunier visent notamment son physique.